# Cultura quitu
Os Quitus foram povos pré-colombianos, que fundaram a cidade de Quito, capital do Equador. Viveram entre 2 000 a.C. e o início da conquista espanhola da cidade, em 1524. Sua ocupação se estendia em uma faixa de terra que ia do Cerro del Panecillo, no sul, à plaza de San Blas. Hoje, essa faixa foi estendida para se tornar a grande cidade que é hoje Quito.

## História
O povo Quitu foi conquistado pelo povo Cara, de acordo com Juan de Velasco e seu livro, Historia del Reino de Quito. O povo Cara fundou o Reino de Quito em torno de 980 a.C., e em conjunto, as duas culturas formaram a cultura Quitu-Cara. Porém, alguns historiadores, como Jacinto Jijón y Caamaño e Alfredo Pareja Diezcanseco contestam a existência de tal reino, alegando que não existe nenhuma evidência concreta da existência dos Quitus. 

## Organização
Escavações feitas em túmulos mostrou que os Quitus partilhavam a crença de vida após a morte, uma vez que eram enterrados com certos pertences. Essencialmente, os Quitus foram um povo agrícola.